# بريمية كميتية
بريمية كميتية (الاسم العلمي:Leptospira kmetyi) هي نوع من البكتيريا تتبع جنس البريمية من فصيلة نظيرات البريمية.